# Caecidotea richardsonae
Caecidotea richardsonae är en kräftdjursart som beskrevs av Hay 1901. Caecidotea richardsonae ingår i släktet Caecidotea och familjen sötvattensgråsuggor. Inga underarter finns listade i Catalogue of Life.